# Великое белое братство (оккультизм)
Вели́кое бе́лое бра́тство (англ. Great White Brotherhood; Вознесённые влады́ки, англ. Ascended masters; Влады́ки му́дрости, англ. Masters of the Ancient Wisdom; Влады́ки Ша́мбалы, Бра́тство или цари́ Ша́мбалы, Вселе́нское бра́тство; Вели́кая бе́лая ло́жа, фр. Grande Loge Blanche) — в системах верований, подобных теософии, считается сообществом учителей человечества, которые распространяют духовные учения для духовной эволюции человечества через избранных людей. Члены Братства могут быть известны как учителя древней мудрости или вознесенные владыки. Первым, кто говорил о них на Западе, была Елена Блаватская (теософия Блаватской), после того как она и другие люди утверждали, что получили от них сообщения. Среди них были Гай Баллард, Джеральдин Инносент («Мост к свободе»), Марк Профет и Элизабет Клэр Профет и др..

## История термина в религиях
В буддизме упоминаются учителя человечества в связи со страной Шамбалой. Шамбала фигурирует в священных буддистских текстах «Калачакратантры», в которой содержатся пророчества о грядущих событиях на земле, а «цари Шамбалы» описываются как праотцы и учителя человечества, передающие им свои учения (священные тексты). "Цари Шамбалы принадлежат, как и Будда Шакьямуни, к клану Шакьев. Родословная этих царей, как и других буддийских правителей, возводится к первому вселенскому монарху Махасаматте. Семь царей, начиная с Сучандры, получившего Калачакратантру от Будды Шакьямуни, носят титул «Шойжал» (тиб. «Царьзакон») — титул идеального царя законоустроителя. Начиная с восьмого царя в этом списке, двадцать пять правителей Шамбалы носят титул «Ригдан» (тиб. «Обладающий цехом») — титул, присвоенный им, после того как первый из них — Манджушрикирти — даровал высшее посвящение Калачакры всему населению Шамбалы. Ригдан XXV Драгбо Хорложан проведёт в 2424 г. н. э. эсхатологическую Шамбалинскую войну с силами зла.
По мнению президента Международной ассоциации «Мир через культуру», профессора Литературного института имени А. М. Горького В. М. Сидорова:
«Белое братство» подразумеваются существа, значительно опередившие в своем духовном и психическом развитии человечество. Это люди космического сознания, как бы образующие единую общину на планете Земля... Белое братство - это космическая ветвь человечества. Но ее неотъемлемая ветвь. Синонимом Белого братства в христианском эзотеризме выступает понятие «непадшее человечество». Духовно-религиозная традиция христианства, в отличие от индуистской и буддийской, делает главный акцент на космическом грехопадении человечества»

## История термина в теософии Блаватской
По утверждению Е. П. Блаватской, в 1851 году она встретила в Лондоне учителя — Махатму Морию, который являлся потомком властителей Пенджаба в Индии, а также главой эзотерической философской школы Белого Братства одного из монастырей Тибета. Благодаря Махатме Мории Е. П. Блаватская встала на путь духовного совершенствования. В 33 года в Гималаях в течение трёх лет под руководством учителей проходила обучение по раскрытию способностей, после чего стала «первым вестником сокровенного знания на Западе» и основателем Теософского общества на Западе.
Блаватская утверждала, что основателями общества являются Махатмы, или «Великая Белая Ложа», также она сообщала, что получает учение от них через свои способности духовного медиумизма. Позже идеи её учения были поддержаны Чарльзом Ледбитером, Еленой Рерих. Гарет Найт описывает членов Великого Белого Братства как «Мастеров», которые «приобрели весь опыт и всю мудрость, вытекающие из опыта, необходимые для их духовной эволюции в мирах формы» и которые остаются, чтобы помочь младшим посвященным в их «циклической эволюции на этой планете».
В XX веке термин был развит и популяризирован в учениях П. Дынова, О. М. Айванхова, Г.Балларда, Е. Рерих, Марка и Элизабет Профет.

## Основные идеи учения Великого белого братства
- На планете существует «Высшее присутствие» (Белое братство — учителя, Махатмы[7]), на вершине иерархии стоит Бог[8].
- Человечество находится на переходной ступени эволюции, и ему необходимо совершить свободный выбор следовать или не следовать пути духовного развития[7].
- Существует закон причинно-следственных связей (закон кармы)[9].
- Существует закон реинкарнации[9].